# (38843) 2000 SN49
2000 SN49 (asteroide 38843) é um asteroide da cintura principal. Possui uma excentricidade de 0.08985430 e uma inclinação de 4.52609º.
Este asteroide foi descoberto no dia 23 de setembro de 2000 por LINEAR em Socorro.